# اوکاوالا
اوکاوالا (به لاتین: Okawala) یک منطقهٔ مسکونی در سری‌لانکا است که در استان جنوبی (سری‌لانکا) واقع شده‌است.